# Передаточное число

Данная зубчатая передача имеет колесо с 28 зубьями и шестерню с 10 зубьями.
Передаточное число (u) = 2.8 (28/10).
Передаточное отношение (i) данной передачи не очевидно и может быть равно как 2.8, так и 0.357.

Данная трёхзвенная планетарная передача имеет большое центральное зубчатое колесо в 56 зубьев и малое в 24 зуба. Её передаточное число (K) = 2,333 (56/24).
Понимание значения передаточного числа необходимо для того, чтобы рассчитать все шесть возможных передаточных отношений между двумя центральными зубчатыми колёсами и водилом.

Переда́точное число́ — один из параметров пары зацепления из двух зубчатых колёс, определяемый как соотношение числа зубьев большего зубчатого колеса к меньшему.

## Формула расчёта
u = zБ / zМ

где 

zБ – число зубьев колеса;

zМ – число зубьев шестерни.

## Трактовка определения
Определение передаточного числа одинаково применимо к любым механическим зубчатым передачам в виде пары зацепления из двух зубчатых колёс, независимо от типа: цилиндрическим, коническим, гипоидным, червячным.
Передаточное число всегда есть рациональное число. Для определения передаточного числа не имеет значения, какое зубчатое колесо является ведущим, а какое ведомым. Передаточное число показывает:
- Насколько данная пара зацепления в принципе может изменить крутящий момент в ту или иную сторону.
- Линейное соотношение диаметров зубчатых колёс.

Передаточное число не показывает:
- Передаточное отношение, для определения которого необходимо понимать, какое зубчатое колесо является ведущим, а какое ведомым.

## Передаточное число планетарного механизма
Для любого простого или сложного планетарного механизма таковое определяется как соотношение зубьев большего центрального зубчатого колеса к меньшему.   

## Сходство и отличие от передаточного отношения
Передаточное число в отличие от передаточного отношения всегда положительное и больше или равно единице. Передаточное число характеризует передачу только количественно. Передаточное число и передаточное отношение могут совпадать только у передачи внутреннего зацепления. У передач внешнего зацепления они не совпадают, так как в любом случае имеют разные знаки: передаточное отношение – отрицательное, а передаточное число – положительное. Наиболее распространены понижающие передачи, так как частота вращения исполнительного механизма в большинстве случаев меньше частоты вращения вала двигателя.
В современном техническом речевом обиходе термины передаточное отношение и передаточное число зачастую подразумеваются как синонимы. Объяснение этому проистекает из факта того, что подавляющее число зубчатых передач являются понижающими, а у таких передач передаточное отношение и передаточное число совпадают. Формально, такое смешение терминов есть ошибка, так как передаточное отношение всегда определяется через угловые и линейные перемещения ведущего и ведомого элемента
, а передаточное число только через число зубьев пары зубчатых колёс и только для зубчатых передач вращением. Фактически, это настолько широко распространено, в том числе в технической литературе, что, вероятно, уже может считаться нормой.
Примеры современного употребления:

Для механизмов типа винт-гайка-сектор передаточное число определяется отношением радиуса начальной окружности зубьев сектора к шагу винта. 

Передаточные числа червячных пар достаточно велики, достигая 26 и более, причём могут иметь переменное передаточное число в зависимости от угла поворота.